# 11 de l'Ossa Menor b
11 de l'Ossa Menor b (11 Ursae Minoris b) és un planeta extrasolarque orbita l'estrella gegant de tipus K 11 Ursae Minoris, localitzat aproximadament a 390 anys llum de distància, en la constel·lació de l'Ossa Menor. El planeta té una massa mínima de 10,5 MJ. No obstant això, atès que la massa es troba en el límit inferior i la inclinació es desconeix, no es pot determinar la massa real. Podria tractar-se d'una nana marró si la massa fos 13 vegades la de Júpiter. Aquest planeta triga 17 mesos a completar el seu període orbital, i es troba a una distància mitjana d'1,54 ua. Aquest gegant gasós va ser descobert mitjançant el mètode de la velocitat radial el 12 d'agost de 2009.